# Grubiger Milchling
Der Grubige Fichten-Milchling oder Grubige Milchling (Lactarius scrobiculatus)  ist ein Pilz aus der Familie der Täublingsverwandten. Er ist ein großer bis sehr großer Milchling mit weißer, sich gelb verfärbender und sehr scharf schmeckender Milch. Sein mehr oder weniger gezonter Hut ist lebhaft gelb gefärbt, weshalb der Pilz auch Strohgelber Milchling genannt wird. Der Stiel ist grubig gefleckt. Der Milchling ist ein Mykorrhizapilz der Fichte und erscheint zwischen Juli und November auf frischen, kalkreichen Böden. Er gehört zu den scharf schmeckenden Milchlingen, die in Mitteleuropa als ungenießbar oder giftig gelten, in Osteuropa aber als Speisepilz geschätzt werden.

## Merkmale

### Makroskopische Merkmale

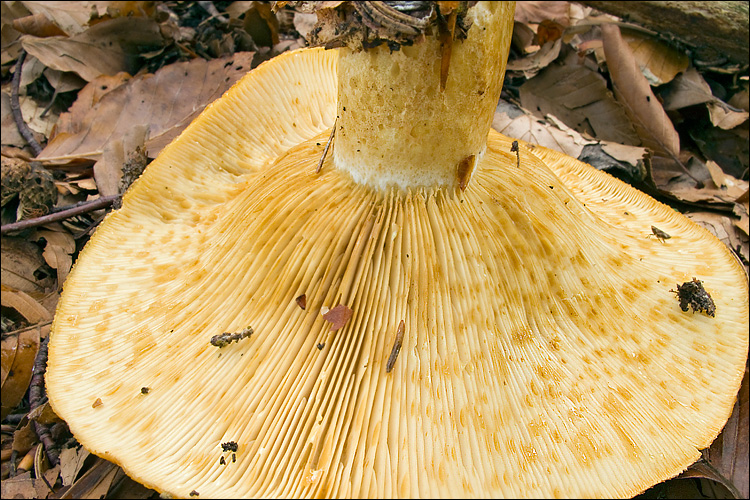
Die Lamellen sind am Stiel angewachsen oder laufen leicht daran herab.

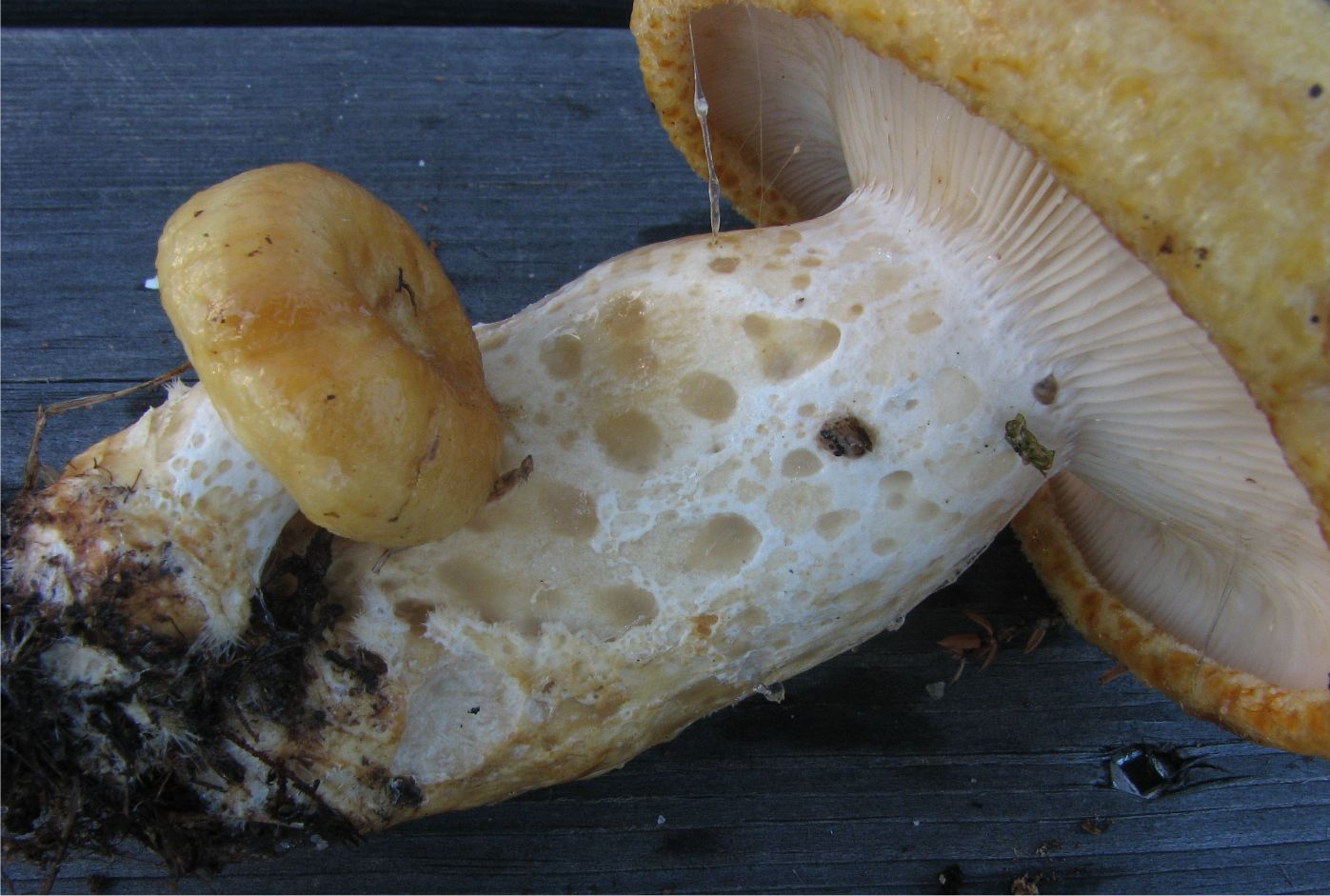
Der weißliche Stiel zeigt unregelmäßig verteilte grubige Flecken

Der Grubige Milchling ist ein auffallend großer Milchling mit einem 6–25 cm breiten Hut. Bei jungen Fruchtkörpern ist dieser gewölbt und hat einen eingerollten Hutrand, doch schon bald ist der Hut flach niedergedrückt bis genabelt und im Alter tief niedergedrückt bis trichterförmig vertieft. Der Hutrand bleibt aber sehr lange eingebogen. Die Oberfläche ist in der Mitte glatt oder fein schuppig und wird zum Rand hin zunehmend flaumig bis zottig, besonders bei jungen Exemplaren. Die Huthaut ist trocken bis feucht schmierig oder klebrig. Der Hut ist strohgelb, cremegelb oder ockergelb gefärbt und meist deutlich dunkler konzentrisch gezont. Im Alter oder bei Verletzung verfärbt sich der Hut mehr honiggelb bis isabellfarben.
Die jung weißlichen, später cremegelben Lamellen sind am Stiel angewachsen oder laufen etwas daran herab. Sie sind mittelbreit bis breit und stehen mehr oder weniger dicht. Manchmal sind sie queradrig verbunden oder in Stielnähe gegabelt. Die Lamellenschneiden sind glatt und oft graugelb gefärbt. Das Sporenpulver ist blass cremefarben.
Der zylindrische und zur Basis hin oft etwas verjüngte Stiel ist 3–6 cm lang und 1,5–3 cm breit. Bei jungen Fruchtkörpern ist der Stiel voll, doch wird er schon bald brüchig und hohl. Die Stieloberfläche ist cremeweiß bis blass cremefarben und hat wenige bis zahlreiche, unregelmäßig verteilte ocker- bis braungelbe und grubig vertiefte Flecken.
Das weißliche Fleisch ist fest und läuft, wenn es angeschnitten wird, unter der Huthaut und der Stielrinde sofort schwefelgelb an. Es riecht fruchtig säuerlich und schmeckt schnell unangenehm ölig bitter und scharf. Auch die ziemlich reichlich fließende, weiße Milch verfärbt sich rasch schwefelgelb und schmeckt  zuerst mild, aber nach kurzer Zeit bitter und scharf.

### Mikroskopische Merkmale
Die Sporen sind breitelliptisch und durchschnittlich  7,6–8,7 µm lang und 6,2–6,8 µm breit. Der Q-Wert (Quotient aus Sporenlänge und -breite) ist 1,1–1,3. Das Sporenornament ist 0,7–1 µm hoch und besteht aus mehreren, in die Länge gezogenen, unregelmäßigen Warzen und kurzen, gratigen Rippen, die nicht oder nur spärlich netzartig verbunden sind. Der Hilarfleck ist inamyloid. Die Basidien sind meist keulig und messen (35–) 40–67 × 9–13 µm. Sie tragen je vier Sterigmen.
Die Lamellenscheiden sind steril, tragen also keine Basidien. Auch Cheilomakrozystiden fehlen, die Scheiden sind also ausschließlich mit 16–52 µm langen und 6–10 µm breiten Parazystiden besetzt. Diese sind keulig bis unregelmäßig zylindrisch oder gewunden und recht zahlreich. Auch auf der Lamellenfläche sind Makrozystiden nur spärlich vorhanden oder fehlen ganz. Dafür findet man sie am Lamellenboden, wo sie recht zahlreich sein können. Sie sind 40–85 µm lang, 5–9 µm breit, zylindrisch bis spindelförmig und an der Spitze ein- oder mehrfach eingeschnürt.
Die 250 µm dicke Huthaut (Pileipellis) ist eine Ixocutis oder ein Ixotrichoderm, das mehrheitlich aus parallel liegenden 2,5–7 µm breiten Hyphen besteht, die in eine gelatinisierte Masse eingebunden sind. Einzelne Hyphen können aufsteigen und mit ihren Enden aus dem Hyphenverband herausragen. Lactiferen kommen nur in tieferen Schichten vor.

## Artabgrenzung
Der Grubige Milchling ist normalerweise durch seine Größe, den gelblich gefärbten Hut, den grubig gefleckten Stiel und die scharfe Milch, die sich gelblich verfärbt, gut zu erkennen. Der seltene Zottige Violett-Milchling (Lactarius repraesentaneus), der besonders im Alpengebiet etwas häufiger vorkommt, sieht sehr ähnlich aus, seine Milch verfärbt sich aber an der Luft lila. Der Löwengelbe (Lactarius leonis) und der Blassgelbe Zotten-Milchling (Lactarius tuomikoskii) können ebenfalls sehr ähnlich aussehen. Beide Arten sind in Deutschland sehr selten.
Der Löwengelbe Milchling hat eine ebenfalls schwefelgelb verfärbende Milch und kommt an vergleichbaren Standorten vor. Er zieht aber eher etwas feuchtere Böden vor. Er unterscheidet sich makroskopisch durch den nicht gezonten Hut und mikroskopisch durch die deutlich netzartig ornamentierten Sporen und die bedeutend größeren Makrozystiden. Der ebenfalls ähnliche Blassgelbe Zotten-Milchling hat einen nicht oder kaum grubig gefleckten Stiel und einen ungezonten Hut. Er wächst bevorzugt auf sauren Böden.

## Ökologie

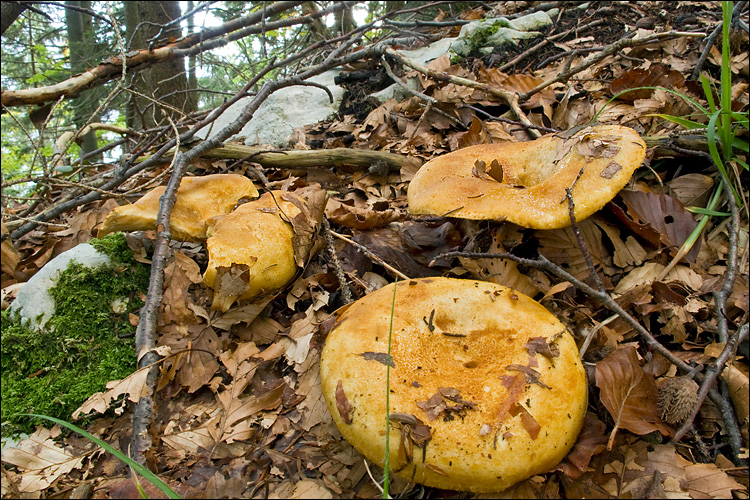
Grubiger Milchling in einem montanen Fichten-Buchenwald in den Julischen Alpen (Slowenien)

Der Grubige Milchling ist wie alle Milchlinge ein Mykorrhizapilz, der vor allem mit Fichten, aber wohl auch mit Tannen, eine symbiotische Partnerschaft eingehen kann.
Der Milchling wächst in Fichten-(Tannen-)Buchenwäldern und Fichtenforsten aller Altersstadien. Gelegentlich findet man ihn auch in Edellaubbaum-Schluchten und auf Hangschuttböden unter Fichten, sofern die Böden ausreichend mit Sommerniederschlägen versorgt werden.
Der Milchling benötigt sickerfrische bis feuchte Böden, die nicht vollständig austrocknen dürfen. Die Böden sollten mittel- bis tiefgründig und kalk- und nährstoffreich sein. Sie dürfen aber nicht zu sehr mit Stickstoff belastet sein. Der Milchling mag sandig-tonige Braunerden über Kalkstein oder wenigstens gut basenhaltige Silikatböden. Nach einer Kalkung kann man den Pilz eine Zeit lang auch in bodensauren Hainsimsen-Buchen-, Fichten-Tannen- und Fichtenwäldern finden.
Die Fruchtkörper erscheinen meist gesellig von Ende Juli bis Anfang November. Man findet sie vor allem im Hügel- und Bergland.

## Verbreitung

Verbreitung des Grubigen Milchlings in Europa. Grün eingefärbt sind Länder, in denen der Milchling nachgewiesen wurde. Grau dargestellt sind Länder ohne Quellen oder Länder, die außerhalb von Europa liegen.

Der Grubige Milchling ist eine holarktische Art, die auf der ganzen nördlichen Erdhalbkugel verbreitet ist. Man findet den Milchling in Nordasien (Kleinasien, Russland-Fernost, Japan), Nordamerika (östliche USA), Nordafrika (Marokko) und in Europa. Bei den Nachweisen aus Asien und Nordamerika handelt es sich laut Kytövuori allerdings um andere Arten.
In Europa ist die Art weit verbreitet und in den Kalkgebieten von Fennoskandinavien und im mitteleuropäischen Hügel- und Bergland ausgesprochen häufig. Die Nordgrenze des Verbreitungsgebiets reicht bis zum 67. Breitengrad. In den Alpen ist die Art besonders häufig. Im Westen reicht das Verbreitungsgebiet von Frankreich über die Beneluxstaaten bis nach Irland und Großbritannien. Im Nordosten findet man ihn in den baltischen Staaten und Russland. In Süd- und Südosteuropa kommt der Milchling meist nur im Bergland vor.
In Deutschland ist der Grubige Milchling vorzugsweise in den südlichen Mittelgebirgen von Bayern und Baden-Württemberg verbreitet, nach Norden hin wird er konstant seltener. In Schleswig-Holstein und wohl auch in Brandenburg und Mecklenburg-Vorpommern scheint die Art weitgehend zu fehlen. In Österreich und der Schweiz hingegen ist der Milchling sehr häufig.

## Systematik
Der Grubige Milchling wurde bereits 1772 durch Joannes Antonius Scopoli als Agaricus scrobiculatus beschrieben und so 1821 von Fries sanktioniert. 1838 stellte ihn Fries dann in die Gattung Lactarius und gab der Art damit ihren heute gültigen, wissenschaftlichen Namen. Nomenklatorische Synonyme sind Galorrheus scrobiculatus (Scop.) P.Kumm (1871) und Lactifluus scrobiculatus (Scop.: Fr.) Kuntze (1891). Ein weiteres Synonym ist Agaricus intermedius Fr. (1815), dabei ist zu beachten, dass Agaricus intermedius im Sinne von Fries nicht identisch mit dem Krombholzschen Agaricus intermedius ist, das synonym zu Lactarius intermedius, dem Grubigen Weißtannen-Milchling, ist.

### Infragenerische Systematik
Der Grubige Fichten-Milchling ist die Typusart der Untersektion Scrobiculati, die unterhalb der Sektion Piperites steht. Die Vertreter der Untersektion haben einen mehr oder weniger schmierigen Hut, der Hutrand ist mehr oder weniger behaart und die anfangs weiße Milch verfärbt sich nach einer Weile gelb.

## Bedeutung
Der Grubige Milchling gilt als Giftpilz. Als Gift gelten hier terpenoide Substanzen wie das Necatoron. Nach Verzehr dieses Pilzes treten Magen-Darm-Beschwerden auf (siehe Pilzvergiftung, Gastrointestinales Syndrom). Die Latenzzeit beträgt zwischen ½ und 3 Stunden. Es besteht die Gefahr, ihn mit seinem genießbaren Verwandten, dem Lachsreizker (Lactarius salmonicolor), zu verwechseln.
In Osteuropa und Russland ist der Grubige Milchling allerdings auch ein beliebter Speisepilz. Er wird über Nacht in kaltes Wasser eingelegt, dann geputzt und mindestens 30 Minuten abgekocht. Danach wird er meistens entweder eingesalzen, eingelegt oder gebraten.